# Jaroslav Plichta (sochař)
Jaroslav Plichta (28. června 1886 Třebechovice pod Orebem – 15. června 1970 Hořice) byl český sochař a výtvarný pedagog. Byl profesorem na hořické průmyslové škole sochařské a kamenické.

## Život
Vystudoval střední keramickou školu v Bechyni, dále studoval na pražské umělecké průmyslovce a na akademii u profesora Myslbeka ve speciálce. Vydal se na studijní cesty do Německa, Francie, Nizozemí, Belgie a Itálie. V Rusku v roce 1913 se věnoval figurální výzdobě veřejných budov. Jako profesor hořické školy v meziválečném období vyučoval modelování, kreslení a dějiny plastiky.

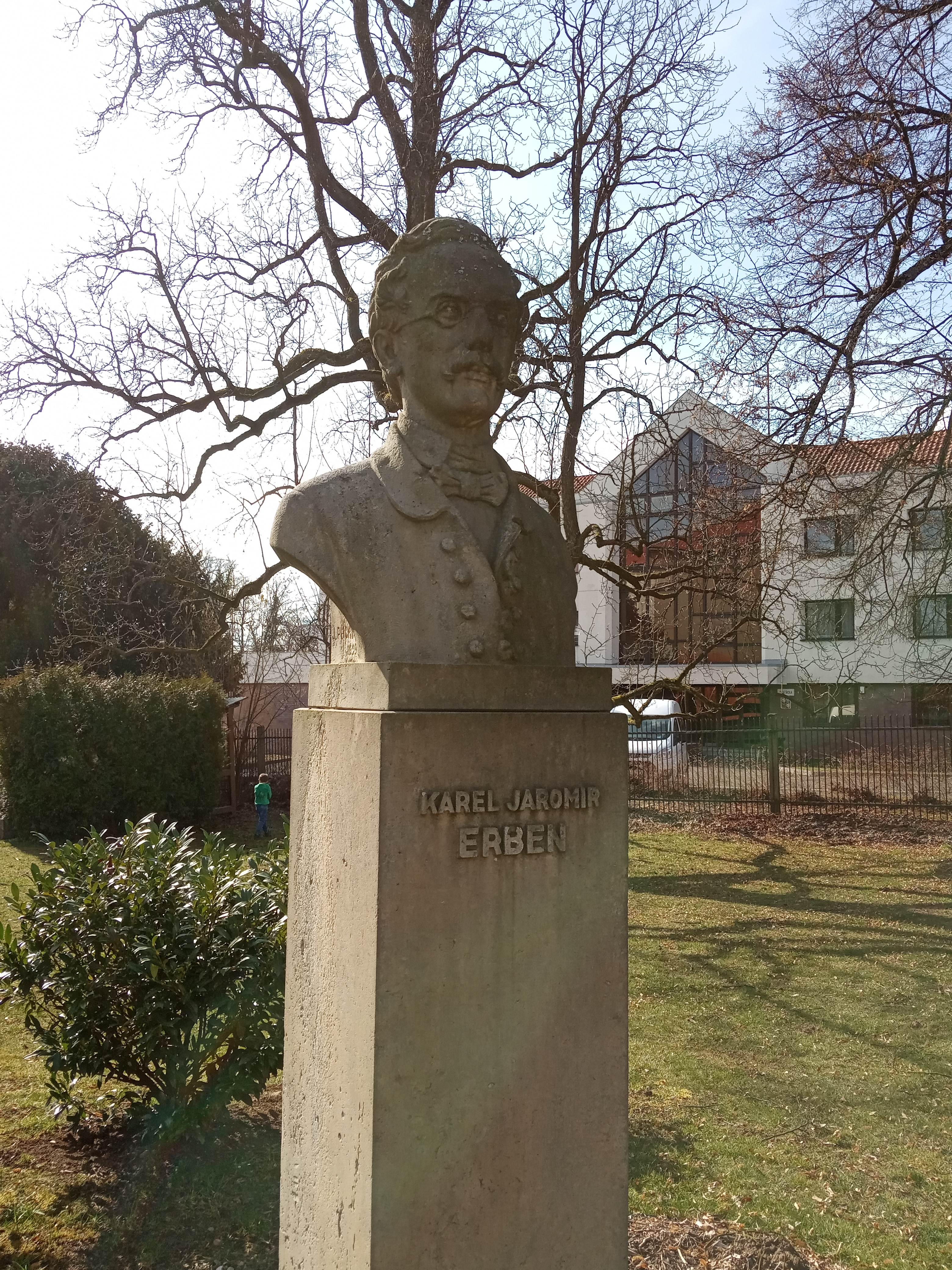
Busta K. J. Erbena v Miletíně

## Dílo
- Figurální plastiky muže a ženy (20. léta 20. stol.), budova České spořitelny na Masarykově náměstí v Benešově.
- Karel Václav Rais, socha před budovou základní školy Na Habru v Hořicích.[4]
- Alois Jirásek, reliéf na spisovatelově pomníku v Jiráskových sadech v Hradci Králové.[5]
- Pamětní deska strážníka Jaroslava Müllera na domě čp. 11 v Náchodě.[6]
- Tyrš — myslitel (1950), socha zakladatele Sokola před Smetanovými sady u budovy staré Sokolovny v Hořicích.[4]
- Karel Jaromír Erben (1959), busta ve školní zahradě v Miletíně.